# Thalattosuchus
Thalattosuchus is een geslacht van uitgestorven carnivore, langsnavelige, bijna uitsluitend mariene metriorhynchide crocodyliformen, dat leefde in het Laat-Jura (Callovien, rond 166-160 miljoen jaar geleden), in wat nu West-Europa, Frankrijk, Duitsland en Engeland is.

## Naamgeving
De eerste gevonden fossielen van Thalattosuchus werden in 1824 door Cuvier beschreven als deel van zijn Gavial de Honfleur en Deuxième gavial de Honfleur die in feite chimerae waren, samenraapsels van botten van verschillende soorten. Geoffroy Saint-Hilaire noemde de 'gaviaal' Steneosaurus rostro-minor. Dit alles werd in 1853 begrepen door Blainville die een deel van het materiaal benoemde als Crocodilus superciliosus. Eudes-Deslongchamps hernoemde dit in 1868 tot Teleosaurus superciliosus en in 1869 weer tot Metriorhynchus superciliosus. In 2020 benoemde Mark T. Young een apart geslacht Thalattosuchus, 'zeekrokodil'.
Blainville koos het neotype MNHN 8903, een schedel. Talrijke specimina zijn aan de soort toegewezen.

## Beschrijving
Thalattosuchus heeft een totale lengte van drie meter. Zijn lichaam is gestroomlijnd met een homocercale (maanvormige) staartvin, waardoor het een efficiëntere zwemmer is dan moderne krokodillensoorten. Zijn poten zijn omgevormd tot korte, platte vinnen, met alle vingers van een enkel lid verenigd in een enkel membraan. De achterpoten waren ongeveer twee keer zo lang als de voorpoten.
De botstructuur is vaak speciaal onderzocht. Het bot is poreus en wijst op koudbloedigheid. De schedel is relatief robuust.

## Taxonomie
Thalattosuchus werd vroeger toegewezen aan het geslacht Metriorhynchus, maar Young et al. (2020) vonden dat het generiek verschilt van de typesoort Metriorhynchus.

## Paleobiologie

### Reproductie
Thalattosuchus bracht een groot deel van zijn leven, zo niet zijn hele leven door op zee. Er zijn nooit nesten of eieren van Thalattosuchus gevonden, dus het is onduidelijk of hij zijn eieren op het land heeft gelegd of, zoals plesiosauriërs en ichthyosauriërs, levendbarend was.

### Voeding
Thalattosuchus was een generalistisch en opportunistisch roofdier. Het voedde zich onder meer met ammonieten en vissen, evenals met de karkassen van plesiosauriërs en Leedsichthys, zoals in 2003 werd bewezen door R. Forrest.
De studie van skeletten van volwassenen van de soort Thalattosuchus superciliosus door R. Gandola en zijn collega's in 2006, toonde aan dat het goed ontwikkelde zoutklieren had. Hierdoor kon het zout water 'drinken' zoals pelagische dieren en prooien eten met dezelfde zoutconcentratie als het omringende zeewater, zoals ammonieten, zonder uitgedroogd te raken. In 2008 werden ook zoutklieren waargenomen bij het geslacht Geosaurus van de Metriorhynchoidea.